# Leptoconops linleyi
Leptoconops linleyi är en tvåvingeart som beskrevs av Wirth och Atchley 1973. Leptoconops linleyi ingår i släktet Leptoconops och familjen svidknott. Inga underarter finns listade i Catalogue of Life.